# 3028 Zhangguoxi
A 3028 Zhangguoxi (ideiglenes jelöléssel 1978 TA2) a Naprendszer kisbolygóövében található aszteroida. A Bíbor-hegyi Obszervatórium fedezte fel 1978. október 9-én.